# Khaoh Neaek
Khaoh Neaek är ett distrikt i Kambodja.   Det ligger i provinsen Mondolkiri, i den östra delen av landet, 280 km nordost om huvudstaden Phnom Penh.